# Sindicatul Liber al Oamenilor Muncii din România
Die Gewerkschaft Sindicatul Liber al Oamenilor Muncii din România (SLOMR, deutsch Freie Gewerkschaft der Werktätigen von Rumänien) wurde im Februar 1979 aus Protest gegen die allgegenwärtige Kontrolle durch die Rumänische Kommunistische Partei in der damaligen Sozialistischen Republik Rumänien gegründet. Sie wuchs innerhalb von vier Wochen auf eine Mitgliederzahl von 2400 an, wurde aber innerhalb der folgenden drei Monate durch den Geheimdienst Securitate zerschlagen.
Die Ereignisse spielten sich ein Jahr vor der Gründung der polnischen Gewerkschaft Solidarność ab.

## Geschichte

### Anfänge
Im Januar 1979 trat eine Gruppe von fünfzehn Arbeitern aus Werften des Donauhafens Drobeta Turnu Severin mit dem Vorschlag zur Gründung einer Gewerkschaft an den Arzt und Intellektuellen Ionel Cană heran. Cană, der den Arbeitern bereits bei der Erstellung von Petitionen zur Beschwerde über die herrschenden Arbeitsbedingungen assistiert hatte, stimmte dem Anliegen zu.
Die Gründungserklärung wurde von 20 Personen unterzeichnet. Die Erklärung beinhaltete die Namen, Berufe und Adressen der 20 Gründungsmitglieder. Hierin wurde weiter beschrieben, dass die Organisation nach geltendem rumänischen Recht gegründet worden und dem Internationalen Bund Freier Gewerkschaften angegliedert sei. Es wurde weiter auf den Verfall der Arbeits- und Lebensbedingungen sowie auf die Einschränkungen in der Meinungsäußerung und das Vertreten von Interessen der Arbeiter hingewiesen. Auch wurde in dem Dokument erwähnt, dass hinter der neuen Gewerkschaft keine politischen Kräfte stehen würden, sondern dass es ihren Vertretern um die Sicherung von Gerechtigkeit in sozialen Bereichen und ihrer Arbeit gehen würde.
In dem Programm der neuen Gewerkschaft stand unter anderem der Kampf gegen Arbeitslosigkeit, für bessere Arbeitsbedingungen, für Sicherheit am Arbeitsplatz in den Fabriken, für eine Anhebung des Existenzminimums und der Rentenzahlungen sowie eine Verkürzung der wöchentlichen Arbeitszeit und eine Minimierung der unbezahlten Überstunden. Die Gewerkschaft war von ihrer Legalität überzeugt und verlangte einen offenen Dialog mit den staatlichen Stellen über diese Forderungen.
Schon bald schlossen sich rund 2400 Arbeiter aus verschiedenen Städten des Landes wie Bukarest, Ploiești, Constanța, Târgu Mureș und Timișoara der neuen Arbeitervertretung an, die ihr Programm durch Forderungen wie Freiheit für alle Werktätigen inklusive der Bauern, freie Wahl des Arbeitsplatzes, Recht auf angemessene Löhne für die Bauern ebenso wie das Recht zum freien Verkauf ihrer Produkte und ein Ende von Terror und Internierung in psychiatrische Kliniken für diejenigen, welche die Respektierung ihrer Rechte verlangten.
Der rumänisch-orthodoxe Priester und Dissident Gheorghe Calciu-Dumitreasa bot sich als Seelsorger an. Die Gewerkschaft wurde auch von dem Schriftsteller und Dissidenten Paul Goma unterstützt. Ein zusätzliches Manifest wurde veröffentlicht, das die Legalisierung nicht-staatlicher Gewerkschaften und das Recht, sich diesen anzuschließen, forderte.
Am 4. März 1979 wurde die Gründungserklärung  von Noël Bernard über Radio Free Europe verlesen.

### Unterdrückung

Ehemalige Securitatezentrale Timișoara, 2010

Die SLOMR-Gründung und ihre konstituierende Erklärung wurden umgehend mit einer Welle von Repressionen gegen die Organisation und ihre Mitglieder beantwortet. Es kam zu umfangreichen Festnahmen, unfreiwilligen Einweisungen in psychiatrische Kliniken, Exil, systematischer Schikanierung, Prügel, sowie abgekürzten Gerichtsverfahren und Gefängnisstrafen für die Gründer und die führenden Mitglieder. Ion Cană wurde wegen „Verbreitung faschistischer Propaganda“ zu sieben Jahren Haft verurteilt, wurde aber bereits 1980 entlassen.
Die verbleibenden Mitglieder der SLOMR protestierten im April in einem offenen Brief an Nicolae Ceaușescu gegen die Verhaftungen ihrer Mitglieder. Canăs Nachfolger als Vorsitzender der Gewerkschaft, Nicolae Dascălu, wurde im Juni wegen angeblichen Verrats von Staatsgeheimnissen an Amnesty International zu 18 Monaten Haft verurteilt.
Nach persönlichen Gesprächen mit Dascălu und anderen Dissidenten in Bukarest gründeten Carl Gibson, Erwin Ludwig, Fenelon Sacerdoțeanu und 20 weitere Personen eine regionale Abteilung der SLOMR in Timișoara. Gibson und Ludwig wurden am 4. April wegen der Gründung einer anarchistischen Organisation verhaftet und zu sechs Monaten Gefängnis verurteilt.
Weitere 153 Gewerkschaftsführer, darunter Virgil Chender aus Sighișoara, wurden als „Sozialschmarotzer und Krawallmacher“ verhaftet und unter Hausarrest gestellt, in psychiatrische Kliniken eingewiesen, deportiert, eingesperrt und nach Absitzen der Strafe aus dem Land ausgewiesen.
Von einigen Gewerkschaftern wurde das Unterzeichnen von Aussagen verlangt, welche die Existenz der SLOMR leugneten.
Zur gleichen Zeit begannen die Behörden mit einer Kampagne von Verleumdungen und scharfen Drohungen mit dem Ziel die Gewerkschaft auszuradieren. Carl Gibson, der unmittelbar nach der Entlassung aus der Haft die Ausreise in die Bundesrepublik Deutschland antrat, wurde Sprecher der SLOMR in der westlichen Welt. Zusammen mit einer Gruppe von rumänischen Dissidenten aus Frankreich und der Schweiz informierte er den Weltverband der Arbeitnehmer in Brüssel und die Internationale Arbeitsorganisation der Vereinten Nationen über die Unterdrückung der freien Gewerkschaftsbewegung und die Menschenrechtsverletzungen in Rumänien. Nach den Anhörungen der Gruppe reichten beide Organisationen Beschwerden bei der Regierung in Bukarest ein.
Nach der Verhaftung der ursprünglichen Führer übernahmen nun andere die Organisation der Gewerkschaft, jedoch wurden auch diese einen Monat später verhaftet, und die verbleibenden Mitglieder wurden Ziel permanenter Schikanierung. In ihrem letzten und am Ende erfolgreichen Versuch die Gewerkschaft zu zerstören nahm das Regime mehrere Hundert Gewerkschaftsmitglieder gleichzeitig in allen Teilen des Landes fest. Die Regierung gab vor, keinerlei Kenntnisse über eine neue Gewerkschaft in Rumänien zu haben.